# Köpetdag Aşgabat Futbol Kluby
Il Köpetdag Aşgabat Futbol Kluby (in russo Копетдаг Ашхабад футбольный клуб?), noto semplicemente come Köpetdag Aşgabat, è una società di calcio di Aşgabat, in Turkmenistan. Milita nella Ýokary Liga, la massima divisione del campionato turkmeno di calcio.
Fondato nel 1947, fu ricostituito nel 2015. Gioca le partite interne allo Stadio Köpetdag di Aşgabat.

## Storia

### Unione Sovietica
Partecipò a 44 campionati sovietici di calcio (1947–54, 1956–91). Nel corso della sua storia assunse le seguenti denominazioni: (1947–49), Spartak (1950–54), Kolhozchi (1956–59, 1976–87), Stroitel' (1962–75), Kopetdag (1960, 1961, 1988–91). Nella stagione 1982-83 fu allenata da Valerij Nepomnjaščij.

### Turkmenistan
Con la caduta dell'Unione Sovietica il Köpetdag Aşgabat prese parte al neonato Campionato turkmeno di calcio. Per i primi anni la squadra rappresentava quasi totalmente la nazionale di calcio del Turkmenistan. Prese parte a diverse edizioni della Coppa dei Campioni della CSI.
Nel 2008 il club entrò in crisi finanziaria. Nel 2015, grazie all'intervento del Ministero degli Affari Interni del Turkmenistan, la squadra fu rifondata. Nel 2016 sono tornati in massima serie.

## Palmarès

### Competizioni nazionali
- Ýokary Liga: 6

1992, 1993, 1994, 1995, 1998, 2000
- Coppa del Turkmenistan: 7

1993, 1994, 1997, 1999, 2000, 2001, 2018
- SSR Coppa del Turkmenistan: 1

1992

### Altri piazzamenti
- Ýokary Liga:

Secondo posto: 1996, 1999, 2001
- Coppa del Turkmenistan:

Finalista: 1995, 2005, 2006, 2020
- Supercoppa del Turkmenistan:

Finalista: 2019
- Coppa delle Coppe dell'AFC:

Semifinalista: 1997-1998

## Organico

### Rosa 2018
| N. |                         | Ruolo | Calciatore              |
| -- | ----------------------- | ----- | ----------------------- |
| 3  | Turkmenistan (bandiera) | D     | Serdarmyrat Baýramow    |
| 5  | Turkmenistan (bandiera) | D     | Gylyçmyrat Gylyçmyradow |
| 8  | Turkmenistan (bandiera) | C     | Yazgylyç Gurbanow       |
| 9  | Turkmenistan (bandiera) | C     | Mülkamam Annagulyýew    |
| 10 | Turkmenistan (bandiera) | C     | Öwezbaý Muhammetmyradow |
| 11 | Turkmenistan (bandiera) | A     | Merdan Gurbangulyýew    |
| 13 | Turkmenistan (bandiera) | C     | Röwşen Halmammedow      |
| 15 | Turkmenistan (bandiera) | D     | Mowlamberdi Goşşanow    |
| 17 | Turkmenistan (bandiera) | A     | Kerim Hojaberdiýew      |

| N. |                         | Ruolo | Calciatore             |
| -- | ----------------------- | ----- | ---------------------- |
| 18 | Turkmenistan (bandiera) | D     | Berdi Hotdyýew         |
| 19 | Turkmenistan (bandiera) | C     | Baýramhan Kadyrow      |
| 20 | Turkmenistan (bandiera) | C     | Çarymyrat Öwezgeldiýew |
| 23 | Turkmenistan (bandiera) | C     | Didar Kowusow          |
| 25 | Turkmenistan (bandiera) | P     | Ýeňiş Aşyrow           |
| 27 | Turkmenistan (bandiera) | D     | Elýas Berenow          |
| 28 | Turkmenistan (bandiera) | C     | Elýas Akyýew           |
| 29 | Turkmenistan (bandiera) | D     | Şiroziddin Jumaniýazow |
| 99 | Turkmenistan (bandiera) | D     | Nursähet Täşliýew      |